# Rasmus B. Anderson
Rasmus Bjørn Anderson, född den 12 januari 1846, död den 2 mars 1936, var en norsk-amerikansk författare och publicist.

## Biografi
Anderson var professor i nordiska språk i Madison 1875-83 och amerikansk minister i Köpenhamn 1885-88. Han utgav från 1898 en norsk-amerikansk veckotidskrift Amerika. Sedan 1865 arbetade han genom tidningsartiklar, översättningar och egna skrifter med att göra nordiskt kulturliv känt i Amerika. 
Bland hans skrifter märks: America not discovered by Columbus (1874), Norse mythology (1875), Viking tales of the North (1877), en studie över Tegnérs Frithiofs saga med översättning av den gamla sagan, Life story of Rasmus B. Anderson (1915), en självbiografi.